# Čimelice (nádraží)
Čimelice jsou železniční stanice ve východní části obce Čimelice v okrese Písek v Jihočeském kraji nedaleko řeky Skalice. Leží na neelektrizované jednokolejné železniční trati Zdice–Protivín.

## Historie
Stanice byla vybudována jakožto součást projektu společnosti Rakovnicko-protivínská dráha (RPD) spojující Protivín (napojení na Dráhu císaře Františka Josefa z Českých Budějovic do Plzně, trať Plzeň – České Budějovice) a Písek s železnicí do Prahy, na kterou se dráha napojuje ve Zdicích. Stanice vznikla podle typizovaného stavebního návrhu. Dne 20. prosince 1875 byl s místním nádražím uveden do provozu celý nový úsek trasy z Protivína do Zdic, kterýmžto směrem roku 1876 pokračovala přes Beroun a Nižbor do Rakovníka.
Rakovnicko-Protivínská dráha byla roku 1918 začleněna do sítě ČSD

## Popis
Nacházejí se zde dvě jednostranná úrovňová nástupiště, k příchodu na nástupiště č. 2 slouží přechody přes koleje.